# Ignacio Allende, San Luis Potosí
Ignacio Allende är en ort i Mexiko.   Den ligger i kommunen San Nicolás Tolentino och delstaten San Luis Potosí, i den centrala delen av landet, 300 km norr om huvudstaden Mexico City. Ignacio Allende ligger 1 151 meter över havet och antalet invånare är 253.
Terrängen runt Ignacio Allende är huvudsakligen kuperad, men åt nordväst är den platt. Ignacio Allende ligger nere i en dal. Runt Ignacio Allende är det glesbefolkat, med 10 invånare per kvadratkilometer. Närmaste större samhälle är Rancho del Puente, 19,3 km söder om Ignacio Allende. Trakten runt Ignacio Allende består i huvudsak av gräsmarker.